# Springtail Point
Der Springtail Point (englisch für Springschwanzspitze) ist ein 1728 m hoher Berg in Form einer Landspitze im ostantarktischen Viktorialand. In der Clare Range ragt er 5 km nördlich des Skew Peak südlich des Kopfendes des Mackay-Gletschers auf.
Der österreichische Biologe Heinz Janetschek (1913–1997), der von 1961 bis 1962 auf der McMurdo-Station tätig war, benannte ihn nach den hier gefundenen Arthropoden aus der Klasse der Springschwänze (lateinisch Collembola).